# АктаБанк
АктаБанк — комерційний банк України. ПАТ «АКТАБАНК» зареєстровано Національним банком України 23 квітня 2008 року. Банк здійснює свою діяльність на основі ліцензії НБУ №243 від 7 листопада 2011 р. Діяльність банку призупинена постановою НБУ від 16.09.2014 року № 576.

## Діяльність

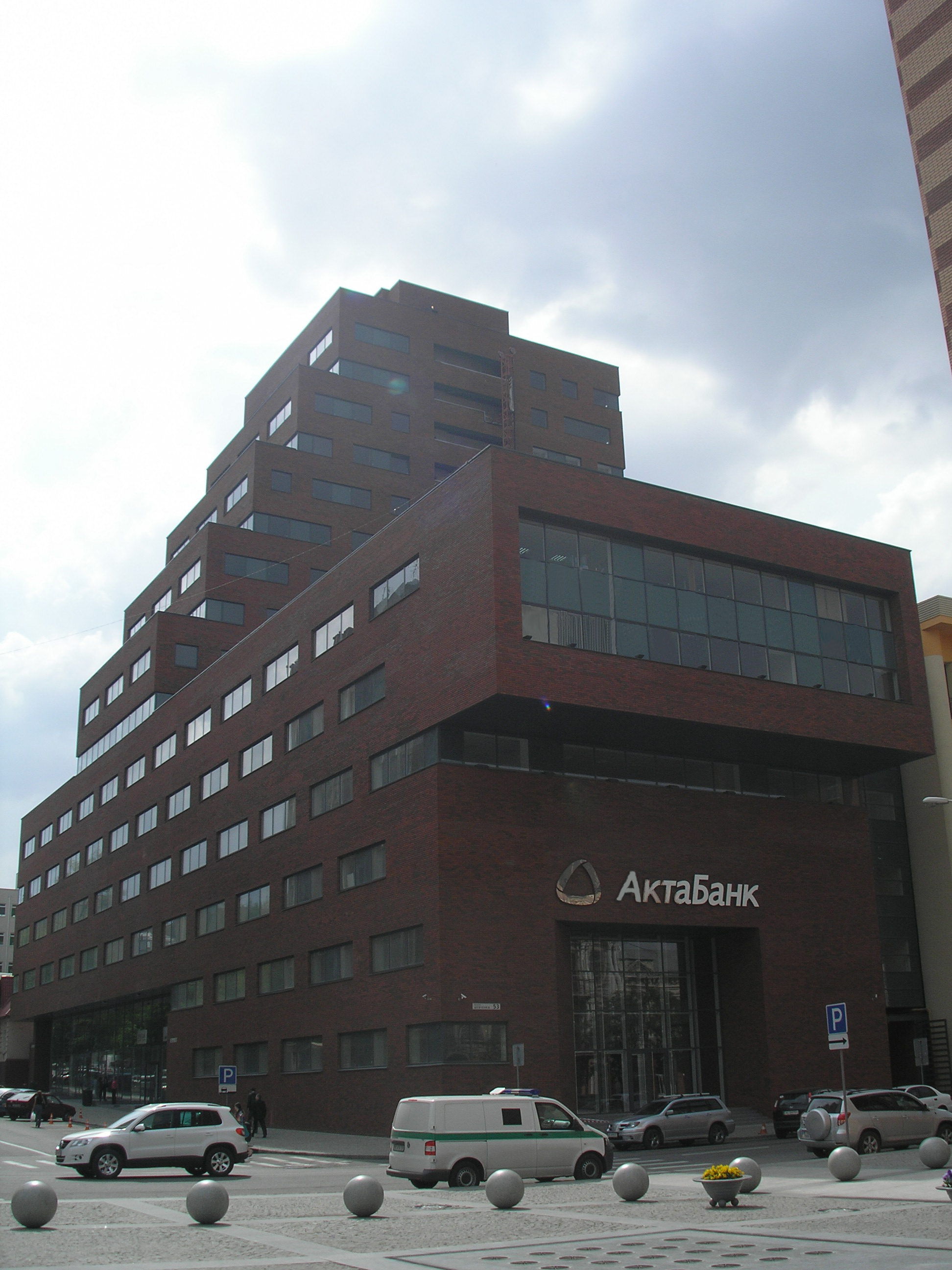
Головний офіс ПАТ «АКТАБАНК» у Дніпрі

ПАТ «АКТАБАНК» — універсальний банк, що надає повний спектр фінансових продуктів і послуг фізичним та юридичним особам. За об'ємом активів, згідно з постановою НБУ в 2011 році, АКТАБАНК перейшов з 4 групи банків (дрібні банки) в 3 групу (середні банки).
Для зручності клієнтів в АКТАБАНКУ створено три бізнеси: Private Banking (управління приватним капіталом), Корпоративний бізнес (обслуговування юридичних осіб), Роздрібний бізнес (обслуговування фізичних осіб).
У серпні 2009 року ПАТ «АКТАБАНК» отримана ліцензія Державної Комісії з цінних паперів та фондового ринку професійного учасника ринку коштовних паперів на здійснення брокерської, ділерської і депозитарної діяльності, а також діяльності охоронця коштовних паперів.
Фінансові результати на 01.01.2014 за даними НБУ
- Статутний капітал: 400 млн грн.
- Активи банку: 4 790 млн грн.
- Власний капітал: 418,29 млн грн.
- Кредитово-інвестиційний портфель: 2582,4 млн грн.
- Фінансовий результат: 0,535 млн грн.

На підставі постанови Правління Національного банку України від 16.09.2014 року № 576 «Про віднесення ПУБЛІЧНОГО АКЦІОНЕРНОГО ТОВАРИСТВА  «АКТАБАНК» до категорії неплатоспроможних» виконавчою дирекцією Фонду гарантування вкладів фізичних осіб 16.09.2014 прийнято рішення № 90 про запровадження з 17.09.2014 тимчасової адміністрації та призначення уповноваженої особи Фонду гарантування вкладів фізичних осіб на тимчасову адміністрацію в ПУБЛІЧНЕ АКЦІОНЕРНЕ ТОВАРИСТВО «АКТАБАНК»
Уповноваженою особою Фонду гарантування вкладів фізичних осіб на  тимчасову адміністрацію в ПАТ «АКТАБАНК» призначено провідного професіонала з питань врегулювання неплатоспроможності банків відділу запровадження процедури тимчасової адміністрації та ліквідації департаменту врегулювання неплатоспроможності банків Приходько Юлію Вікторівну.
Тимчасову адміністрацію в ПАТ «АКТАБАНК» запроваджено строком на 3 місяці з 17.09.2014 по 17.12.2014.

## Членство банку в асоціаціях
- учасник Фонду гарантування вкладів фізичних осіб (свідоцтво № 196 від 27 червня в 2008 р.);
- Асоційований член Міжнародної платіжної системи VISA International;
- Афілійований член Міжнародної платіжної системи Mastercard Worldwide;
- учасник Міжнародної платіжної системи S.W.I.F.T.;
- учасник Міжнародної системи REUTERS;
- учасник Міжбанківської інформационно-ділінгової системи Ukrdealing;
- член СРО асоціації «Українські фондові торговці»;
- учасник СРО «Професійна асоціація реєстраторів і депозитаріїв»;
- клієнт ПрАТ «Всесоюзний депозитарій цінних паперів», де відкрито рахунок у цінних паперах.

## Покупки інших банків
Багато офісів Актабанку розташовані в колишніх офісах ХоумКредитБанку. Це не означає, що Актабанк купив ХоумКредитБанк. Насправді ХоумКредитБанк був куплений, а потрім перепроданий, групою Платінум і тепер називається "Банк Восток".